# Stadio Colón e Alsina
Lo  Stadio Colón e Alsina (in spagnolo Estadio Colón y Alsina) è stato uno stadio calcistico di Avellaneda, in Argentina; aveva una capacità massima di 30 000 persone. Come la maggior parte degli stadi argentini dell'epoca prendeva il nome dalle strade in cui era situato.

## Storia
Lo stadio fu inaugurato nel 1904; per ottenere il terreno i dirigenti del Racing Club fecero richiesta alle autorità comunali di Buenos Aires. Nei primi anni del secolo la struttura si ingrandì sempre di più; inizialmente la tribuna era una sola, e i servizi erano scarsi. Ospitò, nel 1916, il Campeonato Sudamericano. Negli anni 1920 lo stadio venne ampliato definitivamente (già nel 1910, in seguito alla promozione del club in massima serie, erano stati effettuati dei lavori di miglioramento) e arrivò a possedere tre tribune d'onore e un settore popolare, per una capienza di 30 000 spettatori, nonché un efficiente impianto idraulico. Il Racing giocò svariati tornei di massima serie nello stadio di Colón e Alsina; tra di essi, i campionati vinti negli anni 1910 e il primo campionato professionistico argentino, la Primera División organizzata dalla Liga Argentina de Football nel 1931. Il club usò l'impianto fino agli anni 1940; la struttura era in legno e, dato la sempre maggiore affluenza di spettatori, era necessario edificare uno stadio in cemento. L'ultima partita all'Estadio Colón y Alsina si tenne il 1º dicembre 1947 tra Racing e Rosario Central. In seguito lo stadio fu demolito.